# سازمان نصر
سازمان نصر نام یک گروه شبه نظامی هزاره است که در دهه ۱۹۸۰ مخالف دولت چپ‌گرای افغانستان بود. پس از شورای انقلاب اتفاق اسلامی افغانستان، نصر به عنوان یک گروه سرآمد مبارز، بسیاری از جوانان تحصیل‌کرده کابل، از جمله روحانیون شیعه را شامل می‌شد و از حمایت دولت خمینی برخوردار بود. بعد از سال ۱۹۸۷ بخشی از جرگهٔ سیاسی هشت تهران شد.